# Ірано-лівійські відносини
Ірано-лівійські відносини — двосторонні дипломатичні відносини між Іраном і Лівією. З часом економічні, військові та культурні відносини між цими країнами змінювалися. Зв'язки між двома народами налічують тисячі років: витоки Перської імперії починаються з сучасної держави Іран, а сучасна лівійська держава колись була невід'ємною частиною Римської імперії.

## Історія

### Уряд Пехлеві
Сучасні ірано-лівійські відносини почалися в 1960-х, коли в Лівії правив король Ідріс, а в Ірані - шах Мохаммед Реза Пахлаві. Напруженість між двома країнами почалася після приходу в Лівії до влади Муаммара Каддафі, який разом з іншими арабськими лідерами звинуватив шаха в зраді інтересів своїх арабських сусідів та підтримки Ізраїлю.

### До лівійської революції
Іранська революція 1979 призвела до повалення шаха та поліпшення ірано-лівійських відносин. Поворотний момент у відносинах між Іраном та Лівією настав під час ірано-іракської війни, коли Лівія прийшла на допомогу Ірану, незважаючи на тиск Заходу з метою зберегти Іран в ізоляції. Під час війни Лівія та Сирія були єдиними близькосхідними союзниками Ірану.
Ірансько-лівійська співпраця у 1990-х призвела до будівництва заводів, доріг та лікарень як у Лівії, так і в Ірані. Тоді Муаммар Каддафі попрямував з візитом до президента Ірану Алі Акбара Хашемі Рафсанджані та верховного лідера Ірану Алі Хаменеї. У Раді Безпеки ООН Каддафі підтвердив ядерну програму Ірану та виступив проти західних санкцій проти Ісламської Республіки. Однак відносини між двома країнами знову загострилися після викрадення та ймовірного вбивства в Лівії впливового лідера шиїтів Муси аль-Садра.

### Після лівійської революції
Іран підтримав повстання 2011 проти уряду Лівії, назвавши його «ісламським пробудженням» та засудивши урядові репресії. Пізніше посол Лівії в Ірані пішов у відставку через протести арабської весни у його рідній країні.
Після повалення Каддафі Іран визнав новий перехідний уряд Лівії.